# Kabinet-Kishi II
Het kabinet–Kishi II (Japans: 第2次岸内閣) was de regering van het Keizerrijk Japan van 12 juni 1958 tot 19 juli 1960.

## Kabinet–Kishi II (1958–1960)
| Ambtsbekleder                                  | Ambtsbekleder        | Ambtsbekleder                               | Functie                                    | Ambtstermijn     | Ambtstermijn     | Partij |
| ---------------------------------------------- | -------------------- | ------------------------------------------- | ------------------------------------------ | ---------------- | ---------------- | ------ |
|                                                | Nobusuke Kishi       | Nobusuke Kishi 岸信介 (1896–1987)           | Premier                                    | 25 februari 1957 | 19 juli 1960     | LDP    |
|                                                |                      | Hidetsugu Masuya 益谷秀次 (1888–1973)       | Vicepremier                                | 18 juni 1959     | 19 juli 1960     | LDP    |
| Directeur- generaal voor Administratieve Zaken |                      | Hidetsugu Masuya 益谷秀次 (1888–1973)       |                                            | 18 juni 1959     | 19 juli 1960     | LDP    |
|                                                |                      | Munenori Akagi 赤城宗徳 (1904–1993)         | Secretaris- generaal                       | 12 juni 1958     | 18 juni 1959     | LDP    |
|                                                | Etsuzaburo Shiina    | Etsuzaburo Shiina 椎名悦三郎 (1898–1979)    | Secretaris- generaal                       | 18 juni 1959     | 19 juli 1960     | LDP    |
|                                                | Aiichiro Fujiyama    | Aiichiro Fujiyama 藤山愛一郎 (1897–1985)    | Minister van Buitenlandse Zaken            | 10 juli 1957     | 19 juli 1960     | LDP    |
|                                                | Eisaku Sato          | Eisaku Sato 佐藤榮作 (1901–1975)            | Minister van Financiën                     | 12 juni 1958     | 19 juli 1960     | LDP    |
|                                                | Kiichi Aichi         | Kiichi Aichi 愛知揆一 (1907–1973)           | Minister van Justitie                      | 12 juni 1958     | 18 juni 1959     | LDP    |
|                                                | Hiroya Ino           | Hiroya Ino 井野碩哉 (1891–1980)             | Minister van Justitie                      | 18 juni 1959     | 19 juli 1960     | LDP    |
|                                                | Tatsunosuke Takasaki | Tatsunosuke Takasaki 高碕達之助 (1885–1964) | Minister van Economische Zaken             | 12 juni 1958     | 18 juni 1959     | LDP    |
|                                                | Hayato Ikeda         | Hayato Ikeda 池田勇人 (1899–1965)           | Minister van Economische Zaken             | 18 juni 1959     | 19 juli 1960     | LDP    |
|                                                | Ryugo Hashimoto      | Ryugo Hashimoto 橋本龍伍 (1906–1962)        | Minister van Volksgezondheid en Welzijn    | 12 juni 1958     | 12 januari 1959  | LDP    |
|                                                | Michio Watanabe      | Michio Watanabe 坂田道太 (1916–2004)        | Minister van Volksgezondheid en Welzijn    | 12 januari 1959  | 18 juni 1959     | LDP    |
|                                                |                      | Yoshio Watanabe 渡邊良夫 (1905–1964)        | Minister van Volksgezondheid en Welzijn    | 18 juni 1959     | 19 juli 1960     | LDP    |
|                                                |                      | Tadao Kuraishi 倉石忠雄 (1900–1986)         | Minister van Arbeid                        | 12 juni 1958     | 18 juni 1959     | LDP    |
|                                                | Raizo Matsuno        | Raizo Matsuno 松野頼三 (1917–2006)          | Minister van Arbeid                        | 18 juni 1959     | 19 juli 1960     | LDP    |
|                                                | Hirokichi Nadao      | Hirokichi Nadao 灘尾弘吉 (1899–1994)        | Minister van Onderwijs                     | 12 juni 1958     | 31 december 1958 | LDP    |
|                                                | Ryugo Hashimoto      | Ryugo Hashimoto 橋本龍伍 (1906–1962)        | Minister van Onderwijs                     | 31 december 1958 | 18 juni 1959     | LDP    |
|                                                | Takechiyo Matsuda    | Takechiyo Matsuda 松田竹千代 (1888–1980)    | Minister van Onderwijs                     | 18 juni 1959     | 19 juli 1960     | LDP    |
|                                                | Mamoru Nagano        | Mamoru Nagano 永野護 (1890–1970)            | Minister van Transport en Infrastructuur   | 12 juni 1958     | 24 april 1959    | LDP    |
|                                                | Yuzo Shigemune       | Yuzo Shigemune 重宗雄三 (1894–1976)         | Minister van Transport en Infrastructuur   | 24 april 1959    | 18 juni 1959     | LDP    |
|                                                | Narahashi Wataru     | Narahashi Wataru 楢橋渡 (1902–1973)         | Minister van Transport en Infrastructuur   | 18 juni 1959     | 19 juli 1960     | LDP    |
|                                                |                      | Saburo Endo 遠藤三郎 (1904–1971)            | Minister van Bouw en Constructie           | 12 juni 1958     | 18 juni 1959     | LDP    |
|                                                |                      | Isamu Murakami 村上勇 (1902–1991)           | Minister van Bouw en Constructie           | 18 juni 1959     | 19 juli 1960     | LDP    |
|                                                | Kazuo Miura          | Kazuo Miura 三浦一雄 (1895–1963)            | Minister van Landbouw, Bosbouw en Visserij | 12 juni 1958     | 18 juni 1959     | LDP    |
|                                                | Takeo Fukuda         | Takeo Fukuda 福田赳夫 (1905–1995)           | Minister van Landbouw, Bosbouw en Visserij | 18 juni 1959     | 19 juli 1960     | LDP    |

Yoshida I ·
Katayama ·
Ashida ·
Yoshida II ·
Yoshida III ·
Yoshida IV ·
Yoshida V ·
I. Hatoyama I ·
I. Hatoyama II ·
I. Hatoyama III ·
Ishibashi ·
Kishi I ·
Kishi II ·
Ikeda I ·
Ikeda II ·
Ikeda III ·
Sato I ·
Sato II ·
Sato III ·
K. Tanaka I ·
K. Tanaka II ·
Miki ·
T. Fukuda ·
Ohira I ·
Ohira II ·
Suzuki ·
Nakasone I ·
Nakasone II ·
Nakasone III ·
Takeshita ·
Uno ·
Kaifu I ·
Kaifu II ·
Miyazawa ·
Hosokawa ·
Hata ·
Murayama ·
Hashimoto I ·
Hashimoto II ·
Obuchi ·
Mori I ·
Mori II ·
Koizumi I · 
Koizumi II ·
Koizumi III ·
Abe I ·
Y. Fukuda ·
Aso ·
Y. Hatoyama ·
Kan ·
Noda ·
Abe II ·
Abe III ·
Abe IV ·
Suga ·
Kishida I ·
Kishida II